# Juno Beach
Juno Beach è stato il nome in codice alleato di una delle cinque spiagge scelte per l'operazione Neptune, che ebbe luogo il 6 giugno 1944 e che fu la parte anfibia dell'operazione Overlord. La spiaggia era una linea di costa lunga più di sette chilometri che andava da Saint-Aubin-sur-Mer, a est, a Courseulles-sur-Mer, a ovest, nel dipartimento del Calvados, in Bassa Normandia.
Lo sbarco a Juno Beach fu competenza delle truppe canadesi e fu affidato in particolare alla 3ª Divisione fanteria e alla 2ª Brigata corazzata. Fino al luglio, i canadesi avrebbero operato alle dipendenze del comando britannico.
Lo sbarco incontrò inizialmente una forte resistenza tedesca, simile a quella ad Omaha Beach. Nella sola prima ora, le perdite furono circa metà delle forze impiegate. Tuttavia, una volta riusciti ad uscire dalla spiaggia, i canadesi avanzarono molto più agevolmente di quanto fossero riusciti gli statunitensi ad Omaha.

## Obiettivi
Gli obiettivi della divisione canadese erano di stabilire una testa di ponte e catturare i tre centri abitati lungo la costa (Saint-Aubin-sur-Mer, Courseulles-sur-Mer e Bernières) e avanzare nell'interno per circa 15 km. Lì, avrebbero dovuto tagliare la via di collegamento tra Caen e Bayeux, impadronirsi dell'aeroporto di Carpiquet, a ovest di Caen, e unirsi con le truppe inglesi sbarcate a Gold e Sword Beach.
La spiaggia di Juno era stata suddivisa in tre aree: Nan (a sua volta suddivisa nei tre settori White, Red e Green), tra Saint-Aubin-sur-Mer e Courseulles-sur-Mer, Mike (comprendente i settori Green e Red), a ovest di Courseulles-sur-Mer e l'area Love, ancora più a ovest.

## Difese tedesche
Le fortificazioni del Vallo Atlantico sulla spiaggia di Juno consistevano in una serie di postazioni d'artiglieria protette da costruzioni in calcestruzzo, dalle quali la fanteria poteva colpire gli invasori con mitragliatrici pesanti, lungo tutta la costa. Le fortificazioni erano circondate da trincee con altre mitragliatrici e mortai. La spiaggia e il territorio circostante erano tappezzati di ostacoli, come cavalli di Frisia, filo spinato e mine. I tedeschi dispiegarono lungo quel tratto di costa tre battaglioni della 716ª Divisione di fanteria, con una forza di più di 7 000 uomini. Gli ordini per la divisione tedesca erano di ostacolare l'invasione alleata finché non fossero giunte in soccorso la 21ª Divisione panzer e la 12ª Divisione panzer SS. Al termine della giornata, la 716ª Divisione, che ebbe contatto proprio con la zona principale dell'assalto canadese, fu virtualmente distrutta perdendo l'80% della sua artiglieria.

## Ordine di battaglia canadese
- 3ª Divisione di Fanteria canadese[10] (maggior generale Roderick Keller)
  - 7ª Brigata di Fanteria (sbarcata nel settore Nan[2]) (brigadier generale Harry W. Foster)
    - Reggimento "Royal Winnipeg Rifles" (tenente colonnello J.M. Meldram)
    - Reggimento "Regina Rifle" (tenente colonnello F.M. Matheson)
    - Reggimento "Canadian Scottish" (tenente colonnello F.N. Cabeldu)

  - 8ª Brigata di Fanteria (sbarcata nel settore Mike[2]) (brigadier generale Kenneth G. Blackader)
    - Reggimento "Queen's Own Rifles of Canada" (tenente colonnello J.G. Spragge)
    - Reggimento "Le Régiment de la Chaudière" (tenente colonnello J.B. Mathieu)
    - Reggimento "North Shore (New Brunswick)" (tenente colonnello D.B. Buell)

  - 9ª Brigata di Fanteria (brigadier generale D. G. Cunningham)
    - Reggimento di fanteria leggera "Highland of Canada" (tenente colonnello F. M. Griffiths)
    - Reggimento "Stormont, Dundas and Glengarry Highlanders" (tenente colonnello F. M. Christiansen)
    - Reggimento "Nova Scotia Highlanders" (tenente colonnello C. Petch)

  - Reggimento "Cameron Highlanders of Ottawa" (Mitraglieri)
  - 7º Reggimento da ricognizione
  - 17º Reggimento "Duke of York's Royal Canadian Hussars" (tenente colonnello T. C. Lewis)
  - Divisional Royal Canadian Artillery (brigadier generale P.A.S. Todd)
    - 12º, 13º, 14º Reggimento da campo, Royal Canadian Artillery
    - 19º Reggimento da campo dell'Esercito, Royal Canadian Artillery
    - 3º Reggimento anticarro, Royal Canadian Artillery
    - 4º Reggimento contraereo leggero, Royal Canadian Artillery

  - Divisional Royal Canadian Engineers (tenente colonnello R. S. Cassidy)
    - 5ª, 6ª, 16ª e 18ª Compagnia da campo, Royal Canadian Engineers
    - 3ª Compagnia da campo, Royal Canadian Engineers
    - 3º Plotone pontieri divisionale, Royal Canadian Engineers

  - Royal Canadian Corps of Signals
    - 3ª Compagnis segnali di fanteria divisionale (tenente colonnello G. O. Gamble)

  - Royal Canadian Army Service Corps
    - 3ª Compagnia di fanteria divisionale

  - Royal Canadian Army Medical Corps
    - Ambulanza da Campo Nº 14, Nº 22, Nº 23
- 2ª Brigata corazzata[10] (brigadier generale R. A. Wyman)
  - 6º Reggimento corazzato "Hussars" (tenente colonnello R.J. Colwell)
  - 10º Reggimento corazzato "Fort Garry Horse" (tenente colonnello R. E. A. Morton)
  - 27º Reggimento corazzato "Sherbrooke Fusiliers" (tenente colonnello M. B. K. Gordon)

Altre unità che supportarono la 3ª Divisione
- Commando dei Royal Marines Nº 48, 4ª Brigata servizi speciali
- 26º e 80º Squadrone d'assalto, 5º e 6º Reggimento d'assalto (carri armati Churchill modificati per l'assalto anfibio)
- 2º Distaccamento del 22º Reggimento "Dragoni", 79ª Divisione corazzata
- 3ª e 4ª Batteria, 2º Reggimento corazzato di supporto "Centauri", Royal Marines
- Squadrone C del Reggimento corazzato "Inns of Court"

## Lo sbarco
L'assalto canadese trovò subito una fiera resistenza tedesca e dovette superare diversi campi minati ed altri ostacoli. A sbarcare in Francia inizialmente furono la 7ª e l'8ª Brigata seguite dalla 9ª, di riserva, fino agli obiettivi loro assegnati. L'ora scelta per lo sbarco della 7ª Brigata fu le 07:35 mentre per l'8ª le 07:45. I carri armati modificati per lo sbarco anfibio, DD Sherman, sbarcarono alle 07:30; cinque minuti dopo, assieme alla fanteria, sbarcarono i genieri e i bulldozer corazzati per ripulire le vie d'uscita dalla spiaggia. La brigata di riserva sbarcò alle 7:55. I soldati dovettero attraversare la spiaggia sotto il fuoco delle mitragliatrici MG42, prendendo poi d'assalto le postazioni tedesche. Dopo duri scontri ravvicinati, il Reggimento "North Shore" riuscì a conquistare Saint-Aubin-sur-Mer, mentre Courseulles-sur-Mer venne liberata dai reggimenti "Regina Rifles" e "Royal Winnipeg Rifles" e Bernières dal Reggimento "Queen's Own Rifles", i quali poi avanzarono nell'entroterra e proseguire con l'estensione della testa di ponte. Mentre i britannici tentavano di catturare la città cardine di Caen, i canadesi dovettero catturare delle posizioni indispensabili per respingere un eventuale contrattacco tedesco. La battaglia fu dura per i canadesi, dato che i tedeschi avevano trasformato il litorale in una fortezza con continuità di armi, casematte e filo spinato, piazzando mine e ostacoli ovunque sulla spiaggia.

## Contrattacco tedesco
Il 25º Reggimento panzergrenadier della 12ª Divisione panzer SS, comandato dal colonnello Kurt Meyer avanzò verso l'area ad ovest di Caen, il 7 giugno. Da lì, attaccò la 9ª Brigata canadese che cercava di conquistare l'aeroporto di Carpiquet, utilizzando due battaglioni supportati dai carri armati. Il vigoroso attacco tedesco obbligò i canadesi, dopo una battaglia casa per casa, a ritirarsi da Authie e Buron. I canadesi si difesero con tenacia, tanta quanta fu impiegata dai loro avversari, specialmente quando riuscirono a portare la loro artiglieria a tiro dei tedeschi, causando loro complessivamente pesanti perdite. Con l'aiuto del fuoco di un incrociatore britannico e dei dodici carri rimasti del Reggimento "Sherbrooke Fusiliers" inglese, la brigata riuscì ad aprirsi una strada per ripiegare e costringere i tedeschi, a loro volta, a ritirarsi da Buron. L'avanguardia della 9ª Brigata canadese fu decimata: il Reggimento "Nova Scotia Highlanders" perse 84 uomini, 30 rimasero feriti e 128 furono catturati. Il Reggimento corazzato "Sherbrooke Fusiliers" perse 26 uomini e 34 rimasero feriti, mentre 28 carri furono distrutti o danneggiati. I tedeschi persero un numero imprecisato di uomini e 35 carri armati.
All'alba dell'8 giugno, il 26º Reggimento panzergrenadier, sempre della 12ª Divisione panzer SS, attaccò la 7ª Brigata sulla strada tra Caen e Bayeux. I tedeschi attaccarono Putot-en-Bessin con due battaglioni circondando il Reggimento "Royal Winnipeg Rifles". In soccorso ai canadesi giunsero, dopo uno sbarramento d'artiglieria, il Reggimento "Canadian Scottish" con il 1º Reggimento corazzato "Hussars", i quali dopo due ore di combattimento ricatturarono il paese e si riunirono con i propri compagni che erano stati circondati dal nemico. Un terzo battaglione tedesco attaccò Bretteville-l'Orgueilleuse dove il Reggimento "Regina Rifles", che difendeva la zona, dovette combattere per le vie del paese per tutta la notte. All'alba, la 12ª Divisione tedesca si ritirò, avendo subito pesanti perdite. Anche i canadesi pagarono un pesante prezzo: il "Royal Winnipeg Rifles" subì 256 vittime di cui 105 uccisi, il "Canadian Scottish" perse 125 uomini di cui 45 rimasti uccisi, mentre il "Regina Rifles" fu l'unico reggimento a subire poche perdite.
Molti uomini del Reggimento "Royal Winnipeg Rifles" furono fatti prigionieri e 45 di questi furono giustiziati dalla 12ª Divisione panzer SS all'Abbazia d'Ardenne, il monastero di Saint-Germain-la-Blanche-Herbe, l'8 giugno. Il giorno precedente, altri 23 prigionieri canadesi (del "North Novas" e del "Sherbrooke Fusiliers") furono fucilati dagli uomini della medesima divisione tedesca. Dopo la guerra Kurt Meyer fu ritenuto responsabile di tali fatti, considerati crimini di guerra, e fu condannato a morte, pena mitigata poi in ergastolo.

## Conclusioni
Il 6 giugno sbarcarono a Juno Beach un totale di 21 000 canadesi. Inaspettatamente rispetto alla durezza degli scontri, vi furono un numero di vittime ridotto: 340 uomini persero la vita, 574 rimasero feriti e 47 furono fatti prigionieri.
Nonostante il basso costo in vite umane, non tutti gli obiettivi furono raggiunti. La 3ª Divisione canadese riuscì ad impossessarsi della via di comunicazione principale tra Caen e Bayeux e ad unirsi con la 50ª Divisione britannica, sbarcata a Gold Beach. Non riuscì invece ad unirsi con gli inglesi sbarcati a Sword Beach e a conquistare l'aeroporto di Carpiquet.

## Memoria
Oggi nei pressi della spiaggia sorge il Juno Beach Centre, museo e centro culturale canadese che ricorda lo sbarco e, in generale, il contributo canadese sui vari fronti della seconda guerra mondiale.